# Order Bohatera Narodowego (Jamajka)
Order Bohatera Narodowego – najwyższe jamajskie odznaczenie państwowe przyznawane przez rząd tego kraju. Order jest częścią jamajskiego systemu orderowo-odznaczeniowego, który obowiązuje od 1968 roku. 
Może otrzymać go każda osoba będąca obywatelem Jamajki, która wybitnie zasłużyła się krajowi. 
W 1969 roku pierwszymi odznaczonymi tym Orderem zostali Paul Bogle, George William Gordon i Marcus Garvey.      

## Odznaczeni
Na przestrzeni lat Orderem Bohatera Narodowego odznaczeni zostali:
- Paul Bogle(inne języki)
- Sir Alexander Bustamante
- Marcus Garvey
- George William Gordon(inne języki)
- Norman Manley
- Nanny(inne języki)
- Samuel Sharpe